# Streptomyces myrophorea
Streptomyces myrophorea — вид актинобактерій родини Streptomycetaceae.

## Відкриття
У 2018 році міжнародна команда вчених з Медичної школи університету Суонсі зробила аналіз солонцюватих ґрунтів з гірського району Бохо в графстві Фермана (Північна Ірландія). Вважається, що ґрунт в цій місцевості має цілющі властивості. Його використовували в народній медицині друїди ще у бронзову епоху (3700-1500 років тому) для лікування багатьох захворювань, включаючи зубний біль, інфекції горла і шиї. У ґрунті знайшли новий штам бактерії, який назвали Streptomyces sp. myrophorea, isolate McG1.
Штам бактерій, виявлений в ґрунті, виявився ефективним у боротьбі з чотирма з шести стійких до антибіотиків бактерій (так званих супербактерій) — Enterococcus faecium, золотистий стафілокок (Staphylococcus aureus), Klebsiella pneumoniae та Acinetobacter baumanii. Крім того, Streptomyces sp. myrophorea здатна пригнічувати ріст як грампозитивних, так і грамнегативних бактерій, які розрізняються за структурою клітинної стінки.